# Собор Христа Царя (Маллингар)
Собор Христа Царя (англ. Cathedral of Christ the King) — католический собор епархии Мита. Находится в городе Маллингар в графстве Уэстмит, Ирландия. Первый в истории собор, освящённый во имя Христа Царя. Вмещает 5000 человек.
В соборе представлены мозаики русского художника Бориса Васильевича фон Анрепа.

## История
Проектирование нового собора, который должен был заменить собор Непорочного Зачатия (1836—1936), началось в 1920 году. Дублинская компания William Byrne & Sons создала проект собора как базилики эпохи Возрождения. Отличительной особенностью собора являются 55-метровые башни-близнецы, увенчанные бронзовыми крестами. Строительство началось в марте 1933 года, а 6 августа того же года епископ Томас Малвани заложил фундамент. Компания Мёрфи из Дублина отвечала за строительство, в то время как большая часть художественных работ по оформлению была выполнена дублинской компанией Earley and Company и манчестерской Oppenheimer Ltd. Общая стоимость здания, включая отделку, составила 275 000 фунтов стерлингов (17 801 562 фунтов стерлингов на 2019 год с учётом инфляции).
Официальное открытие и посвящение нового собора состоялось 6 сентября 1936 года. По предложению папы Пия XI собор в Маллингаре стал первым храмом в мире, посвящённым Христу Царю. Он был торжественно освящён 13 августа 1939 года, хотя некоторые источники утверждают, что освящение произошло через несколько недель, 4 сентября 1939 года.

## Мозаики
Собор наиболее известен своими мозаиками в часовнях святой Анны и святого Патрика. Это работы русского мастера мозаики Бориса фон Анрепа, чьи произведения также представлены в Вестминстерском соборе.
Мозаика святого Патрика представляет собой святого, разжигающего пасхальный огонь на горе Слейн. В одной руке святой держит крест, а в другой — факел. Дрова расположены в виде Христограммы, что указывает на символическое значение огня.
Мозаика святой Анны содержит надпись «S ANNA». Образ святой Анны списан с поэтессы Анны Ахматовой, с которой у Анрепа был роман во время Первой мировой войны. Он покинул Россию до того, как к власти пришли большевики, и не контактировал с ней 48 лет. Тем не менее Ахматова оставалась его музой на протяжении всей жизни.